# Лауркад
Лаурка́д (фр. Lahourcade) — коммуна во Франции, находится в регионе Аквитания. Департамент — Атлантические Пиренеи. Входит в состав кантона Кёр-де-Беарн. Округ коммуны — Олорон-Сент-Мари.
Код INSEE коммуны — 64306.

## География
Коммуна расположена приблизительно в 660 км к югу от Парижа, в 165 км южнее Бордо, в 21 км к западу от По.

### Климат
Климат тёплый океанический. Зима мягкая, средняя температура января — от +5°С до +13°С, температуры ниже −10 °C бывают редко. Снег выпадает около 15 дней в году с ноября по апрель. Максимальная температура летом порядка 20-30 °C, выше 35 °C бывает очень редко. Количество осадков высокое, порядка 1100 мм в год. Характерна безветренная погода, сильные ветры очень редки.

## Население
Население коммуны на 2010 год составляло 730 человек.
| 1962 | 1968 | 1975 | 1982 | 1990 | 1999 | 2010 |
| ---- | ---- | ---- | ---- | ---- | ---- | ---- |
| 480  | 644  | 710  | 665  | 724  | 686  | 730  |

## Администрация
| Период | Период | Фамилия          | Партия | Примечания |
| ------ | ------ | ---------------- | ------ | ---------- |
| 1989   | 1995   | Мишель Ардоэн    |        |            |
| 1995   | 2008   | Жан-Пьер Ладорад |        |            |
| 2008   | 2020   | Жерар Палуме     |        |            |

## Экономика
В 2010 году среди 430 человек трудоспособного возраста (15-64 лет) 309 были экономически активными, 121 — неактивными (показатель активности — 71,9 %, в 1999 году было 63,8 %). Из 309 активных жителей работали 290 человек (159 мужчин и 131 женщина), безработных было 19 (8 мужчин и 11 женщин). Среди 121 неактивных 34 человека были учениками или студентами, 48 — пенсионерами, 39 были неактивными по другим причинам.

## Фотогалерея

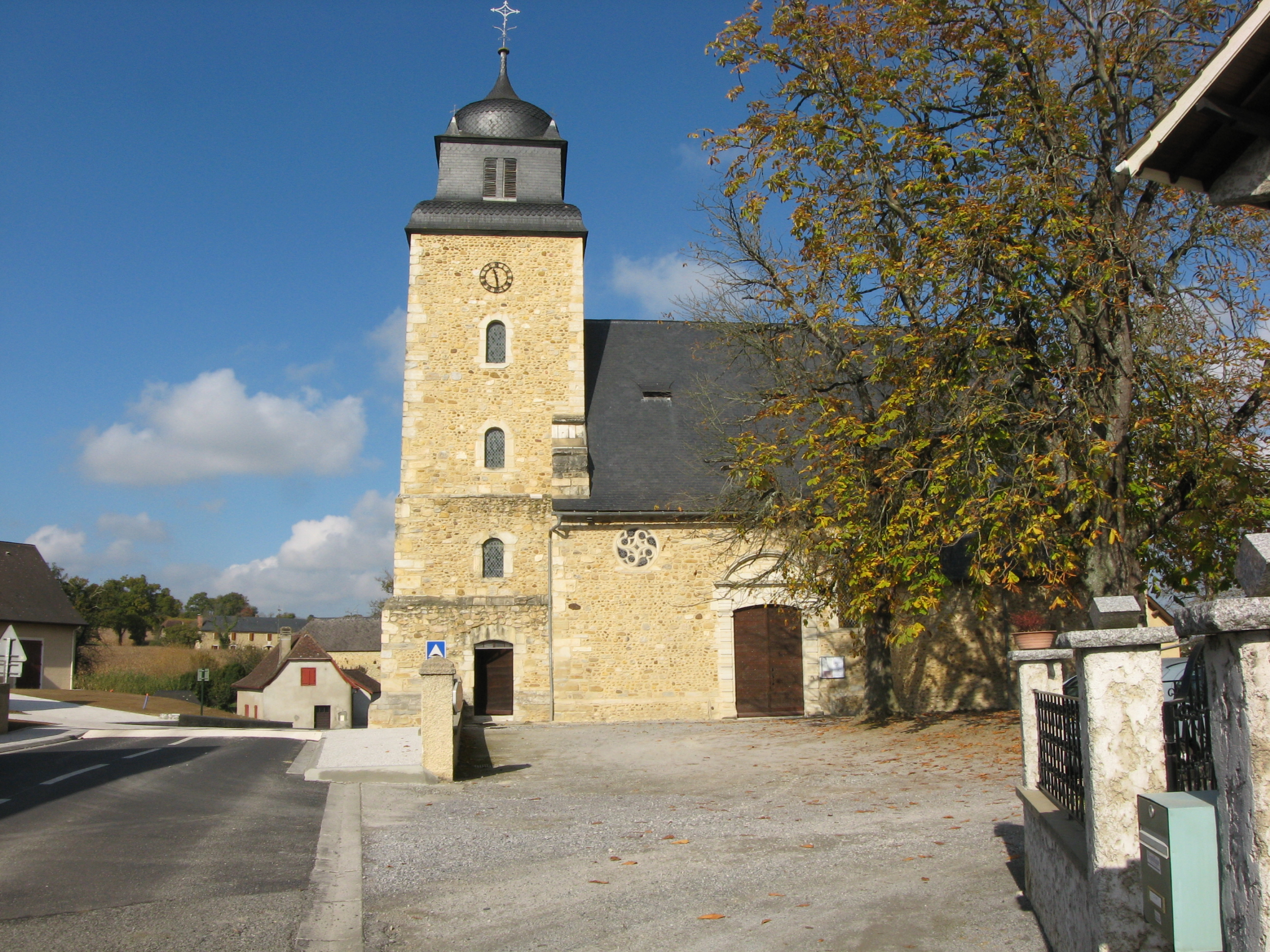
Церковь
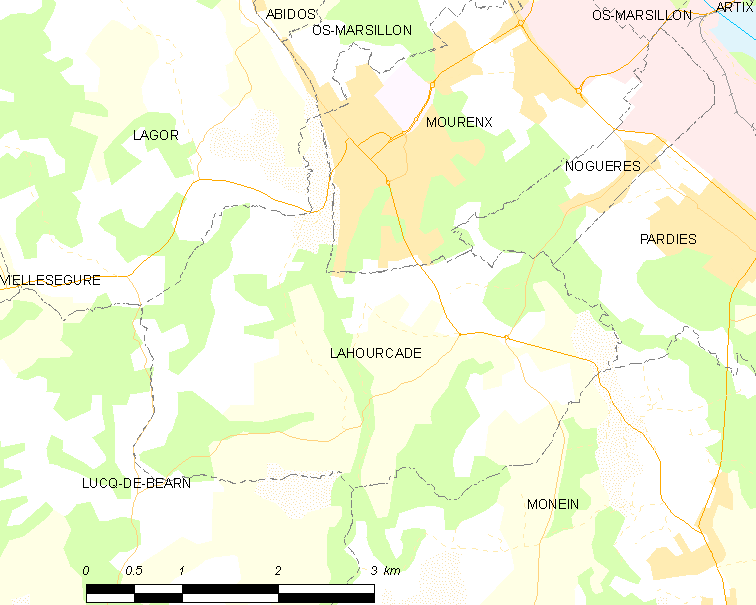
Карта коммуны